# Marta Hernández
Marta Hernández est une joueuse de tennis mexicaine des années 1950 et 1960,.
En 1958, elle s'est imposée en double dames au tournoi de Cincinnati (associée à Marilyn Montgomery), atteignant en outre la finale en simple (mais battue par l'Américaine Gwyn Thomas).

## Palmarès (partiel)

### Finales en simple dames
| No | Date | Nom et lieu du tournoi            | Catégorie | Surface    | Vainqueure     | Score    |  |
| -- | ---- | --------------------------------- | --------- | ---------- | -------------- | -------- |  |
| 1  | 1958 | Cincinnati tournament, Cincinnati |           | Dur (ext.) | Gwyneth Thomas | 6-1, 6-2 |  |
| 2  | 1959 | Canadian Championships, Toronto   |           | NC         | Mary Martin    | 6-1, 6-2 |  |

### Titres en double dames
| No | Date       | Nom et lieu du tournoi               | Catégorie | Surface    | Partenaire         | Finalistes                     | Score         |          |
| -- | ---------- | ------------------------------------ | --------- | ---------- | ------------------ | ------------------------------ | ------------- | -------- |
| 1  | 22/09/1956 | Pacific Coast Championships Berkeley |           | Dur (ext.) | Shirley Bloomer    | Dorothy Bundy Margaret Jessee  | 6-3, 10-8     | Parcours |
| 2  | 1958       | Cincinnati tournament Cincinnati     |           | Dur (ext.) | Marilyn Montgomery | Gwyneth Thomas Sara Mae Turber | 6-3, 5-7, 6-0 |          |

## Parcours en Grand Chelem (partiel)

### En simple dames
| Année | Championnat d'Australie | Championnat d'Australie | Internationaux de France | Internationaux de France | Wimbledon | Wimbledon | US National     | US National  |
| 1956  | -                       | -                       | -                        | -                        | -         | -         | 1er tour (1/32) | Darlene Hard |
| 1957  | -                       | -                       | -                        | -                        | -         | -         | 2e tour (1/16)  | Lois Felix   |
| 1958  | -                       | -                       | 1er tour (1/32)          | Věra Pužejová            | -         | -         | 1er tour (1/32) | Sally Moore  |

À droite du résultat, l’ultime adversaire.

### En double dames
| Année | Championnat d'Australie | Championnat d'Australie | Internationaux de France | Internationaux de France | Wimbledon | Wimbledon | US National                   | US National          |
| 1958  | -                       | -                       | -                        | -                        | -         | -         | 1er tour (1/16) M. Montgomery | Ann Haydon C. Truman |

Sous le résultat, la partenaire ; à droite, l’ultime équipe adverse.